# 尤里·帕特里克耶夫
尤里·帕特里克耶夫（1979年9月28日—）是一名亞美尼亞男子摔跤運動員，主攻古典式摔跤。曾代表國家參加2012年倫敦奧運的120公斤級摔跤比賽，並未獲得獎牌。